# Marin Vidošević
Marin Vidošević (Imoschi, 9 ottobre 1986) è un ex calciatore croato, di ruolo difensore.

## Palmarès

### Club

#### Competizioni nazionali
- Coppa del Singapore: 1

Warriors: 2012
- Singapore Premier League: 1

Warriors: 2014
- Singapore Community Shield: 1

Warriors: 2015